# آندری لارکوف
آندری لارکوف (روسی: Андрей Витальевич Ларьков؛ زادهٔ ۲۵ نوامبر ۱۹۸۹) اسکی‌باز صحرانوردی اهل روسیه است.